# Marius de Vries
Marius de Vries (Londres, 1961) é um compositor e produtor musical britânico. Ele ganhou um Grammy Award, dois BAFTA e um Ivor Novello Awards.
d'Vries compôs inúmeras canções para obras cinematográficas, que lhe renderam condecorações. Dentre seus principais trabalhos, estão Moulin Rouge!, Eye of the Beholder, Kick-Ass e La La Land.